# 土肥原賢二
土肥原 賢二（どひはら けんじ、1883年（明治16年）8月8日 - 1948年（昭和23年）12月23日）は、日本の陸軍軍人。最終階級は陸軍大将。謀略部門のトップとして満洲国建国及び華北分離工作に中心的役割を果たした。極東国際軍事裁判でA級戦犯となり死刑判決を受け処刑された。

## 生涯

### 生い立ち
岡山県岡山市東区出身。青山小学校、仙台陸軍地方幼年学校、陸軍中央幼年学校を経て、明治37年（1904年）10月に陸軍士官学校(16期)卒業、大正元年（1912年）11月に陸軍大学校(24期)卒業。

### 活動

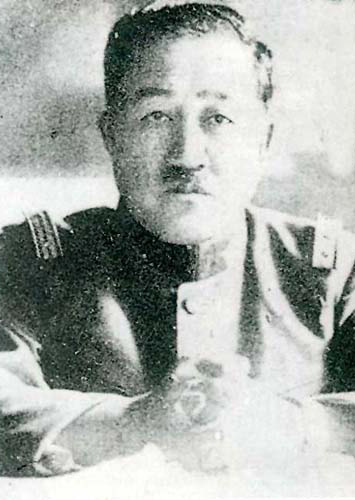
土肥原賢二

大正元年（1912年）、陸軍大学校卒業と同時に、参謀本部中国課付大尉として北京の坂西機関で対中国工作を開始。坂西利八郎機関長補佐官、天津特務機関長を歴任。
昭和6年（1931年）夏、奉天特務機関長に就任。満洲事変の際、奉天臨時市長となる。同年11月、甘粕正彦を使って清朝最期の皇帝溥儀を隠棲先の天津から脱出させる。
その後、華北分離工作を推進し、土肥原・秦徳純協定を締結。この結果河北省に冀東防共自治政府を成立させた。土肥原は、謀略をも辞さない強硬な対中政策の推進者として昇進を重ね、｢満洲のロレンス」と畏怖された。日中戦争では昭和13年（1938年）6月の五相会議の決定によって土肥原機関を設立した。特務機関畑を中心に要職を歴任し、陸軍士官学校長も務めた。昭和20年（1945年）4月には、陸軍三長官(陸軍大臣、参謀総長、教育総監)の一つ、教育総監となる。敗戦後、三長官会議で東久邇宮内閣の陸軍大臣に推挙されたが、実際には下村定が就任。

### 第二次世界大戦終結後
軍事参議官となった直後、A級戦犯としてGHQに逮捕される。極東国際軍事裁判（東京裁判）においては、特に中国が強硬に極刑を主張した。最終的に死刑の判決が下され、昭和23年（1948年）12月23日、巣鴨プリズンで絞首刑が執行された。享年66（満65歳没）。
1960年に殉国七士廟、1978年に靖国神社に合祀された。護国寺にも土肥原家の墓が所在する。

## 人物

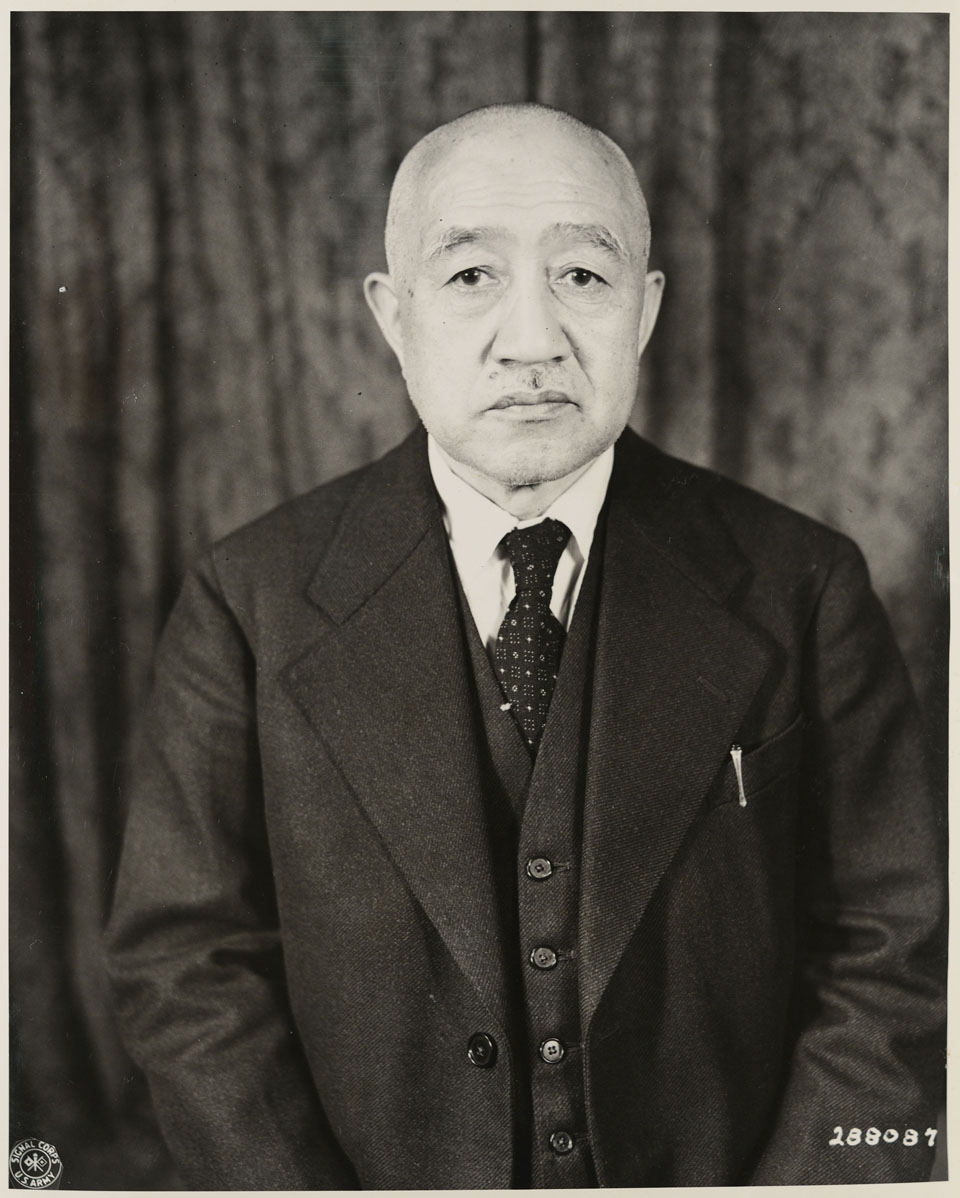
戦後の土肥原

- 蔣介石は、土肥原の人徳の深さに脅威を感じ「土匪原（「土肥」に音の似た侮蔑語「土匪」を重ねたもの）」と憎しみを込めて呼び、蔣が独自に作成し連合軍に送ろうとしていた日本軍戦犯順位の資料で1番に上げられていたが、性格は温厚であったといわれている。
- 20年余りを中国で勤務したため、中国語が堪能で中国の知り合いも多くいたと言われ、「帝国陸軍きっての中国通」と呼ばれた。満洲事変の後、市長の居なくなった奉天の臨時市長となり、運営経費を個人名義で借り入れた事もあった（後にこの借金の返済を巡って苦労することとなり、本人を含む家族は質素な借家に住んだとされている）。
- 軍規に厳しく「中国民衆から徴発するな、部落を焼くな、女を犯すな」と言ったと片倉衷が述べている。また得意とした謀略については、「謀略はテクニックではなく、誠の心である」と言ったともいわれる。
- 人格を重んじ、特に教育方面に高い関心を持っていた。知識偏重のエリート主義意識が強い軍人が多かった陸軍組織の中では珍しく、玉川学園の小原國芳の唱える新教育の理解者であり、支援者でもあった。

## 親族
歌人の佐伯裕子は孫（土肥原賢二の息子である土肥原実の娘）。

## 年譜
- 明治37年（1904年）
  - 10月 - 陸軍士官学校卒業（16期）。陸軍幼年学校時代の土肥原。 (1903年)

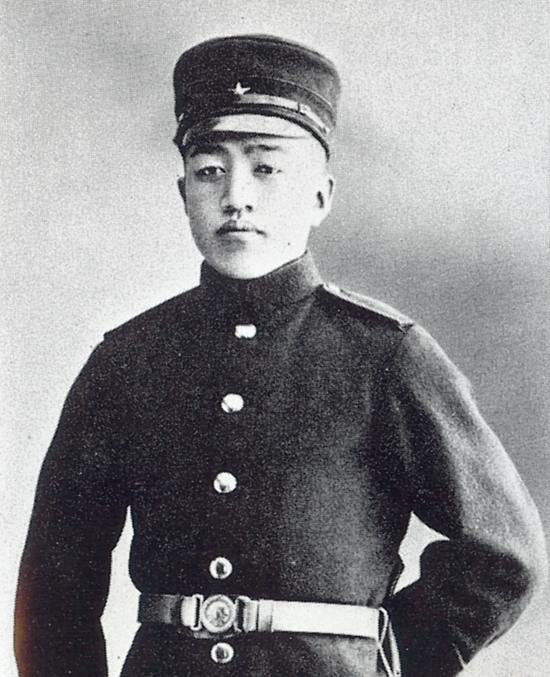
陸軍幼年学校時代の土肥原。 (1903年)

  - 11月 - 少尉に昇進。歩兵第15連隊附。
- 明治38年（1905年）4月 - 歩兵第49連隊附。
- 明治40年（1907年）
  - 6月 - 歩兵第15連隊附。
  - 12月 - 中尉に昇進。
- 大正元年（1912年）11月 - 陸軍大学校卒業（24期）。
- 大正2年（1913年）
  - 1月 - 参謀本部附（北京駐在）。
  - 8月 - 大尉に昇進。
- 大正7年（1918年）6月 - 参謀本部員。
- 大正8年（1919年）7月 - 少佐に昇進。
- 大正9年（1920年）
  - 1月 - 参謀本部員。
  - 4月 - 歩兵第25連隊大隊長。参謀本部附（沿海州・中国出張。）
- 大正10年（1921年）6月 - 欧米出張。
- 大正11年（1922年）
  - 8月 - 参謀本部員。
  - 12月 - 参謀本部附（中国出張。坂西機関補佐官。）
- 大正12年（1923年）8月 - 中佐に昇進。
- 大正15年（1926年）3月 - 歩兵第2連隊附。
- 昭和2年（1927年）
  - 3月 - 歩兵第3連隊附。
  - 4月 - 中国出張。
  - 7月26日 - 大佐に昇進。第1師団司令部附。
- 昭和3年（1928年）3月20日 - 奉天督軍顧問。
- 昭和4年（1929年）3月16日 - 歩兵第30連隊長。
- 昭和6年（1931年）
  - 3月 - 中国出張。
  - 7月26日 - 関東軍司令部附（奉天特務機関長）。
  - 9月20日 - 奉天市公署（中国語版）市長
- 昭和7年（1932年）
  - 1月26日 - 関東軍司令部附（ハルビン特務機関長）。
  - 4月11日 - 少将に昇進。歩兵第9旅団長。
- 昭和8年（1933年）10月16日 - 関東軍司令部附（奉天特務機関長）。
- 昭和11年（1936年）
  - 3月7日 - 中将に昇進。第12師団司令部附。
  - 3月23日 - 第1師団留守司令官。
- 昭和12年（1937年）3月1日 - 第14師団長。
- 昭和13年（1938年）6月18日 - 参謀本部附。大本営附仰付（土肥原機関長）。
- 昭和14年（1939年）5月19日 - 第5軍司令官。
- 昭和15年（1940年）
  - 6月 - 参謀本部附。
  - 9月28日 - 軍事参議官。
  - 10月28日 - 陸軍士官学校校長（兼任）。
- 昭和16年（1941年）
  - 4月28日 - 大将に昇進[3]。
  - 6月9日 - 航空総監。
- 昭和18年（1943年）5月1日 - 東部軍司令官。
- 昭和19年（1944年）3月22日 - シンガポール第7方面軍司令官。
- 昭和20年（1945年）
  - 4月7日 - 教育総監。
  - 8月25日 - 第12方面軍司令官兼東部軍管区司令官。
  - 9月24日 - 第1総軍司令官（兼任）。
  - 10月1日 - 軍事参議官。
  - 11月30日 - 予備役編入。
- 1948年（昭和23年）1月31日、公職追放仮指定を受けた[4]。

## 栄典
位階
- 1904年（明治37年）12月8日 - 正八位[5][6]
- 1908年（明治41年）3月20日 - 従七位[5][7]
- 1913年（大正2年）5月20日 - 正七位[5]
- 1918年（大正7年）7月10日 - 従六位[5]
- 1923年（大正12年）8月6日 - 正六位[5]
- 1927年（昭和2年）9月1日 - 従五位[5][8]
- 1932年（昭和7年）5月16日 - 正五位[5]
- 1936年（昭和11年）4月15日 - 従四位[5][9]
- 1938年（昭和13年）5月2日 - 正四位[5]
- 1941年（昭和16年）5月15日 - 従三位[5]
- 1944年（昭和19年）6月15日 - 正三位[5]

勲章等
- 1906年（明治39年）4月1日 - 勲六等単光旭日章・功五級金鵄勲章・明治三十七八年従軍記章[5]
- 1913年（大正2年）5月31日 - 勲五等瑞宝章[5]
- 1915年（大正4年）11月7日 - 勲四等旭日小綬章・大正三四年従軍記章[5]
- 1932年（大正7年）9月29日 - 金杯一個[5]
- 1923年（大正12年）9月30日 - 勲三等瑞宝章[5]
- 1934年（昭和9年）
  - 2月7日 - 勲二等瑞宝章[5][10]
  - 4月29日 - 旭日重光章・功四級金鵄勲章[5]
- 1937年（昭和12年）11月9日 - 勲一等瑞宝章[5]
- 1940年（昭和15年）
  - 4月18日 - 旭日大綬章[5][11]
  - 4月29日 - 功二級金鵄勲章[5]
  - 8月15日 - 紀元二千六百年祝典記念章[12]

外国勲章佩用允許
- 1918年（大正7年）7月15日 - 支那共和国：四等文虎勲章[5]
- 1934年（昭和9年）5月9日 - 満州帝国：勲二位景雲章[13]